# Plaine-d’Argenson
Plaine-d’Argenson – gmina we Francji, w regionie Nowa Akwitania, w departamencie Deux-Sèvres. W 2013 roku liczba ludności wynosiła 1004 mieszkańców.
Gmina została utworzona 1 stycznia 2018 roku z połączenia czterech ówczesnych gmin: Belleville, Boisserolles, Prissé-la-Charrière oraz Saint-Étienne-la-Cigogne. Siedzibą gminy została miejscowość Prissé-la-Charrière.